# Maria Dams
Maria Dams is een Belgisch voormalig politica voor de CVP.

## Levensloop
Dams, woonachtig te Larum, was de eerste vrouwelijke burgemeester van de stad Geel. Ze volgde er na de gemeenteraadsverkiezingen van 10 oktober 1982 partijgenoot Hugo Van Rompaey op in deze functie, een mandaat dat ze uitoefende tot 1994. Zelf werd ze in deze hoedanigheid opgevolgd door Frans Peeters.